# Речица (Волынская область)
Ре́чица (укр. Річиця) — село в Забродовской сельской общине Ковельского района Волынской области Украины.
До 2020 года входило в Ратновский район.
Код КОАТУУ — 0724286401. Население по переписи 2001 года составляет 1285 человек. Почтовый индекс — 44133. Телефонный код — 3366. Занимает площадь 2,544 км².